# Сабанов, Семён Смалиевич
Сабанов Семён Смалиевич (6 января 1911, село Христиановское, Терская область — 6 августа 1992) —  бригадир тракторной бригады в Дигорском районе, депутат Верховного Совета СССР 5-го созыва (1958—1962).

## Биография

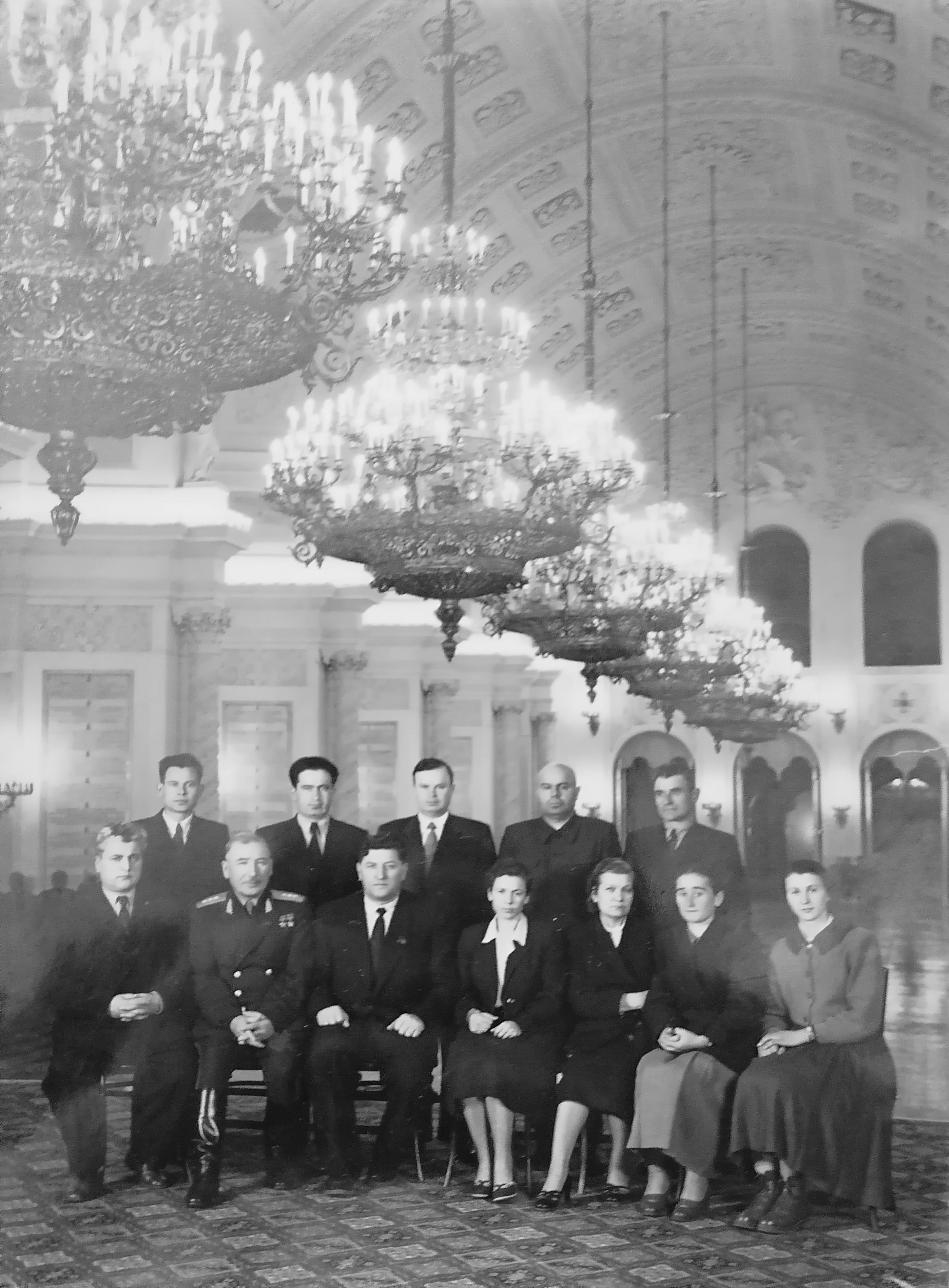

Родился 6 января 1911 года в семье крестьянина. В 4-летнем возрасте потерял мать, в 7 лет остался круглым сиротой.
В 1921 году окончил 2 класса начальной школы, в 1929 начал трудиться в колхозе. Одним из первых на Северном Кавказе освоил устройство трактора (1932). В 1936 году назначен бригадиром тракторной бригады МТС.
За доблестный труд и перевыполнение плановых задач по повышению урожайности сельскохозяйственных культур и продуктивности животноводства в 1943 году был награждён почётной грамотой Президиума Верховного Совета Северо-Осетинской АССР, 4 июня 1944 года награждён Орденом Трудового Красного Знамени, 20 июля 1947 года - медалью «За доблестный труд в Великой Отечественной войне 1941—1945 гг.».
С 1958 года заместитель бригадира комплексной тракторно-полеводческой бригады колхоза имени Цаголова. 
16 марта 1958 года избран депутатом Совета Национальностей Верховного Совета СССР пятого созыва.
С 1983 года на пенсии.

### Смерть
6 августа 1992 года умер от тяжёлой болезни. Похоронен на кладбище в городе Дигора, Северная Осетия.